# Історія одного гола
«Історія одного гола» ("Bir qolun tarixçəsi") - книга, автором якої є член журі престижних міжнародних футбольних призів Золотий м'яч (Ballon d'Or), Нагороди ФІФА для найкращих (The Best FIFA Football Awards), Golden foot і World Soccer Awards (Нагороди журналу World Soccer), журналіст Расим Мовсумов (Мовсумзаде).

## Про книгу
Книгу було видано в 2013 році. 
У книзі Расима Мовсумова мова йде про гол знаменитого азербайджанського футболіста  Анатолія Банішевського в ворота збірної Португалії в матчі за 3-е місце  Чемпіонату світу з футболу 1966 року в Англіїу, який виступав у складі  збірної СРСР. Автором цього м’яча у різних джерелах зазначаються інші гравці. 
У книзі також подано список усіх м’ячів, забитих  Банішевським в офіційних і неофіційних матчах  збірної СРСР, а також груповий розклад і результати всіх матчів  Чемпіонату світу 1966 року. Крім цього, в книзі опубліковано фотознімки з усього турніру і вказаного матчу за 3-е місце, а також зображення офіційного плакату турніру.

## Нагороди
«Історія одного гола» була визнана найкращою спортивною книгою 2013 року в Азербайджані за версією Асоціації спортивних журналістів Азербайджану (AİJA).
Крім того, в 2013 році в Туреччині Р.Мовсумова було удостоєно «Футбольним Оскаром» в номінації «Кращий іноземний спортивний журналіст року».

## У бібліотеках
Книга «Історія одного гола» зберігається в  Національній бібліотеці Азербайджану, а також в бібліотеках Всесвітнього музею футболу ФІФА в Швейцарії, КОНМЕБОЛ Південноамериканського музею футболу в Парагваї, Національної Зали слави футболу в американському штаті Техас, в  Британській національній бібліотеці в Лондоні, яка вважається найбільшою бібліотекою світу, а також в  Національній бібліотеці України імені В.І. Вернадського.

## Анатолій Банішевський 60
Р. Мовсумов також є автором брошури «Анатолій Банішевський 60», виданої в 2006 році.